# 克利季謝
50°26′23″N 28°33′16″E / 50.43972°N 28.55444°E
克利季謝（烏克蘭語：Клітище）是烏克蘭北部的村莊，隸屬日托米爾州的日托米爾區。該村始建於1633年，面積1.86平方公里，海拔高度236米，2001年人口319，人口密度每平方公里171.6人。